# شركة خليج هدسون

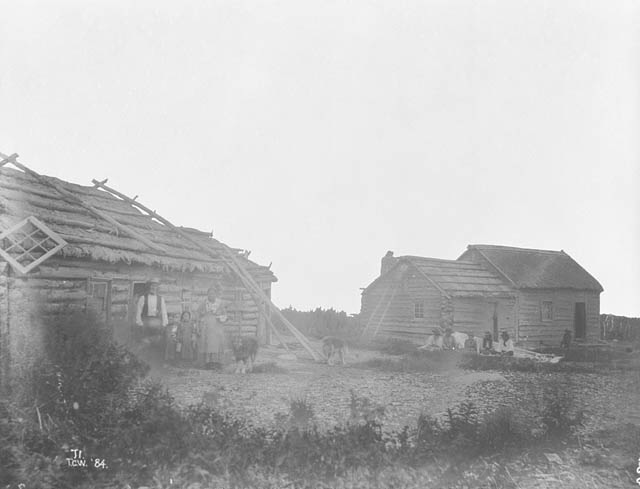
أحد مواقع الشركة الأولى في وينيبغ، كندا

شركة خليج هدسون أو شركة هادسون باي هي أقدم مؤسسة تجارية في كندا ومن أقدمها في العالم. كانت بمثابة حكومة الأمر الواقع في شمال أميركا قبل وصول الاستعماريين الأوروبيين لإنشاء مستوطناتهم. وكانت تعتبر في وقت من الأوقات من أكبر ملاكي الأراضي في العالم لامتلاكها أرض روبيت الضخمة حول خليج هادسون. وكانت تتحكم بتجارة الفراء في كل مناطق الحكم البريطاني وساهمت في الكثير من عمليات الاستكشاف في ذلك الزمن. وكان مركزها مستوطنة يورك فاكتوري على خليج هدسون. وكان مستكشفوها من أول من إنشاء علاقات تجارية مع سكان اميركا الأصليين. وأصبحت مواقعها التجارية أساس السلطات المحلية للكثير من المناطق في غربي كندا والولايات المتحدة. وفي القرن التاسع عشر أصبحت أراضيها الجزء الأساسي من الاتحاد الكندي (الدومينيوم). ومع انحسار تجارة الفراء تحولت إلى بيع السلع الأساسية للمستوطنين. والآن أصبحت شركة أقسام في كل أنحاء كندا.
ملكية الشركة الآن تعود لـNRDC الاميركية مالكة لورد وتايلور وفرتانوف.